# Lindholm (Smålandsfarvandet)
Lindholm är en ö i Danmark. Den ligger i Region Själland, i den sydöstra delen av landet i sundet Smålandsfarvandet. På ön förekommer gräsmarker och skog.
Terrängen på Lindholm är mycket platt. Öns högsta punkt är 13 meter över havet. 